# کوین مورن (بازیکن فوتبال)
کوین برنارد مورن (انگلیسی: Kevin Bernard Moran؛ زادهٔ ۲۹ آوریل ۱۹۵۶) یک بازیکن فوتبال اهل جمهوری ایرلند است.
از باشگاه‌هایی که در آن بازی کرده‌است می‌توان به منچستر یونایتد، بلکبرن راورز، بوهمیان، و اسپورتینگ گیخون اشاره کرد.